# Système de protection thermique de la navette spatiale américaine
Le système de protection thermique de la navette spatiale américaine, officiellement Space Shuttle thermal protection system (TPS), est la protection protégeant l'orbiteur de la navette spatiale pendant la chaleur intense (1 650 °C) de la rentrée atmosphérique. Un objectif secondaire du TPS est de protéger de la chaleur et du froid dans l'espace.

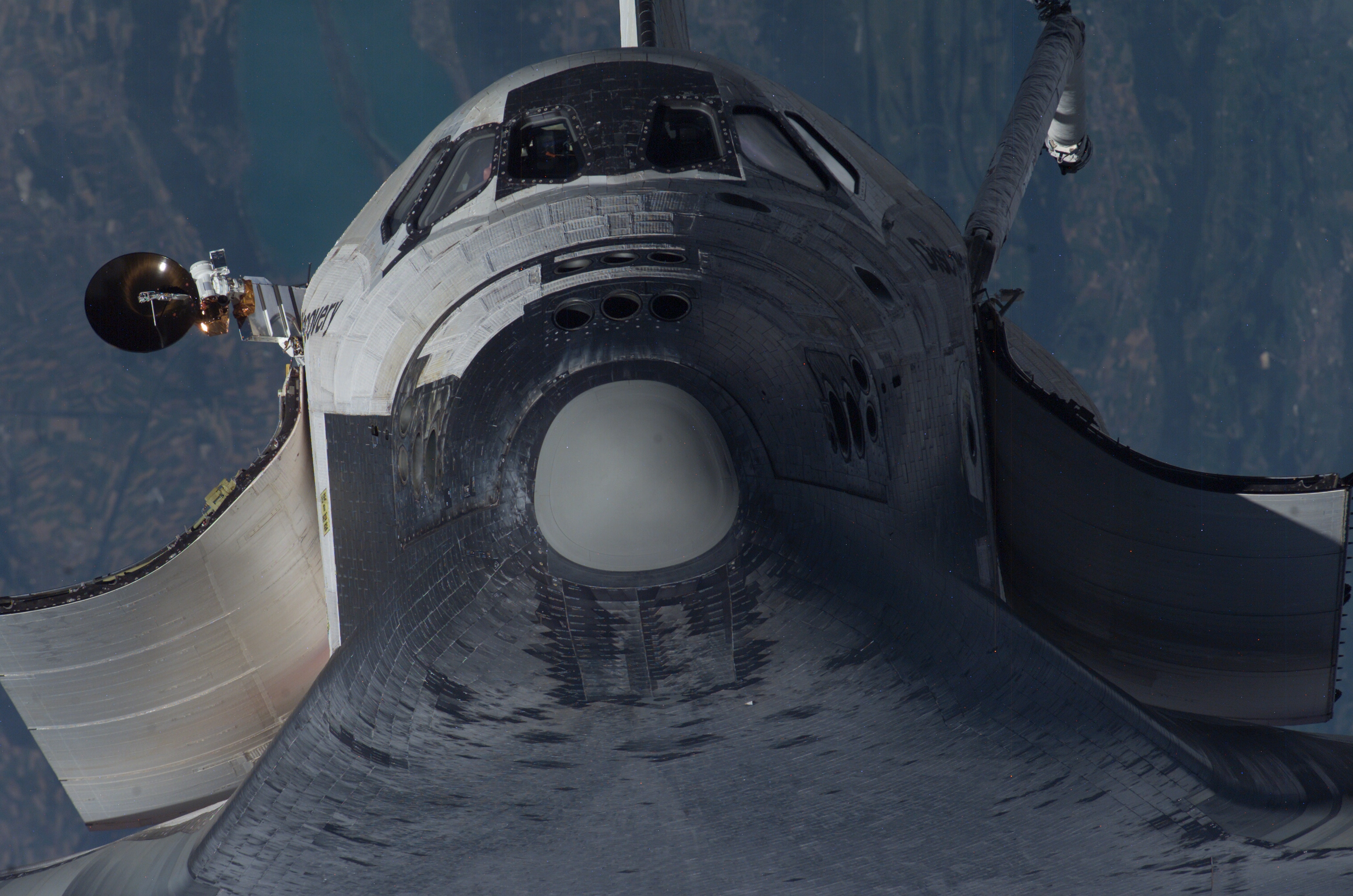
Discovery à l'approche de la Station spatiale internationale (ISS) pendant la mission STS-114 le 28 juillet 2005. Les tuiles HRSI sont bien visibles sur le dessous de l'orbiteur.

Le TPS couvre essentiellement la totalité de la surface de l'orbiteur et se compose, historiquement, de sept matériaux différents situés à des emplacements différents en fonction de la quantité de protection thermique requise :
- Reinforced carbon–carbon (RCC), utilisé notamment dans la coiffe de nez et le bord d'attaque des ailes ;
- Tuiles dites High-temperature reusable surface insulation (HRSI), utilisées sur le dessous de l'orbiteur ;
- Tuiles dites Fibrous refractory composite insulation (FRCI), utilisés pour améliorer la résistance, la durabilité, la résistance à la fissuration du revêtement et la réduction de poids ;
- Flexible Insulation Blankets (FIB), un isolant de surface matelassé semblable à une couverture souple ;
- Tuiles dites Low-temperature Reusable Surface Insulation (LRSI), utilisées autrefois sur la partie supérieure du fuselage et pour la plupart remplacées à terme par du FIB ;
- Tuiles dites Toughened unipiece fibrous insulation (TUFI), plus résistantes et entrées en service en 1996 ;
- Felt reusable surface insulation (FRSI), dérivé du Nomex.

Chaque type a des caractéristiques de protection contre la chaleur, de résistance aux chocs et de poids spécifiques, qui déterminent les emplacements où il est utilisé et la quantité utilisée.